# Baie Elliott

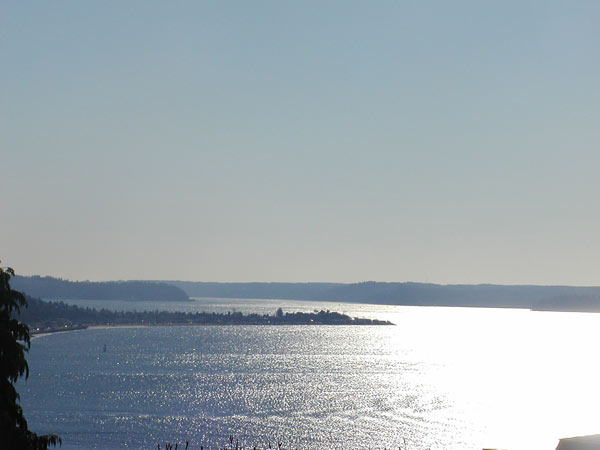
Elliott Bay vue de Queen Anne Hill. Alki apparaît à l'arrière-plan

La baie Elliott (en anglais : Elliott Bay) est une baie qui se trouve dans le détroit de Puget du Nord-Ouest Pacifique, au niveau de la ville de Seattle (État de Washington). On y trouve un terminal pour les ferries, la grande roue de Seattle et des quais portuaires.